# Glacier Kwong

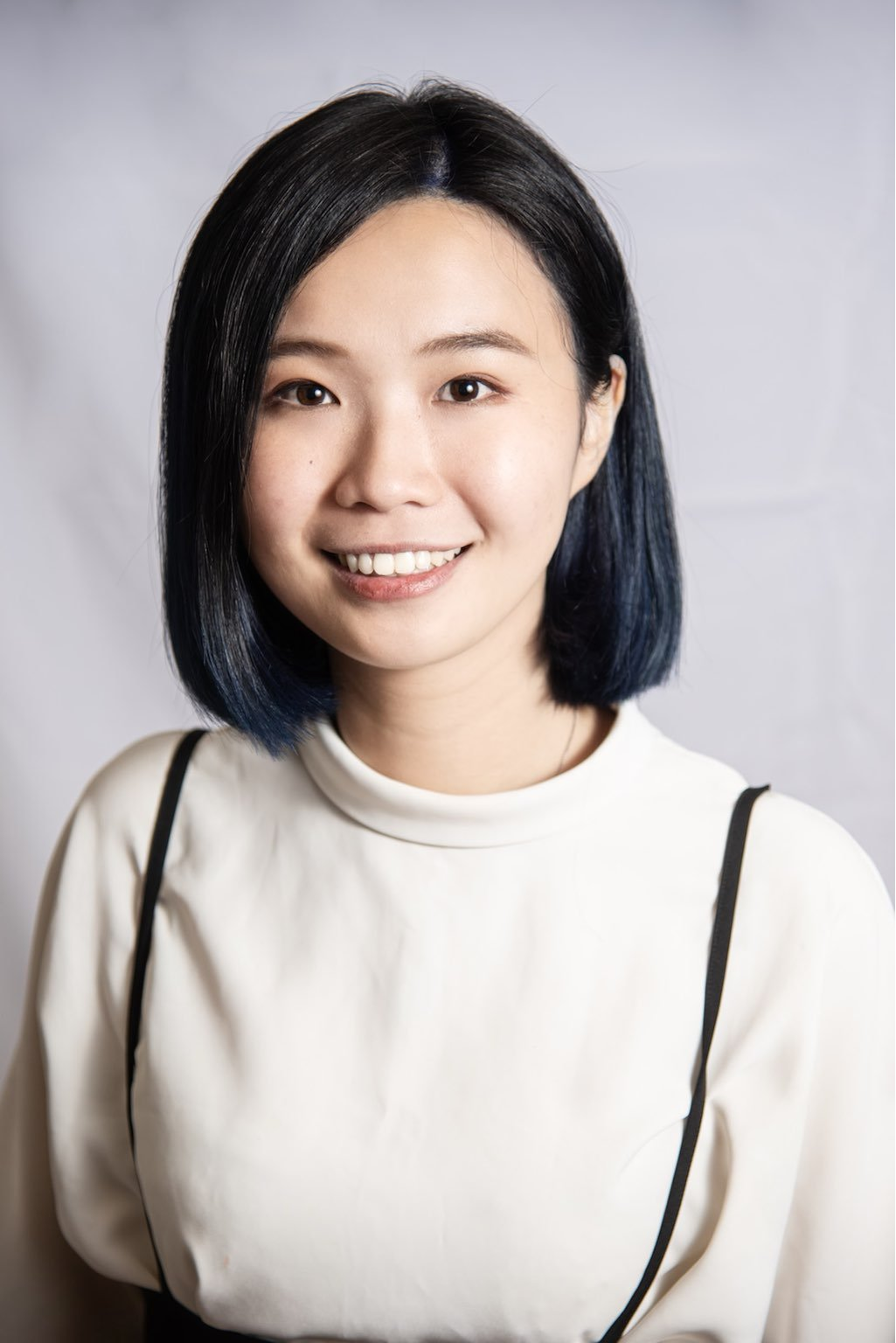
Glacier Kwong (2021)

Glacier Kwong (* 11. Juli 1996 in Hongkong) ist eine chinesische Bürgerrechtlerin und Dissidentin.

## Leben und Wirken
Kwong wuchs in ihrer Geburtsstadt auf. Sie lebt mittlerweile im Exil in Deutschland, studiert seit 2018 an der Universität Hamburg und promoviert derzeit dort zur Rechtstheorie des Datenschutzes.
Seit dem Jahr 2012 tritt Kwong als politische Aktivistin in Hongkong in Erscheinung. Ein von ihr im Herbst 2014 im Rahmen der Regenschirm-Revolution aufgenommenes Video, in dem sie um internationale Hilfe bat, verbreitete sich in den sozialen Medien viral. Sie unterstützte die Youngspiration-Bewegung, die nach dem Ende der Regenschirm-Revolution ins Leben gerufen wurde, um Sitze bei den Wahlen des Legislativrates zu erlangen.
Kwong wurde neben Joshua Wong eine bedeutende Stimme bei den Protesten in Hongkong 2019/2020. Sie sieht sich dabei nicht als Anführerin der Bewegung, sondern als Vermittlerin und Moderatorin. Auf einer Veranstaltung der Bundespressekonferenz sagte Kwong im Jahr 2019, dass sie für die Demokratiebewegung auch mit ihrem Leben bezahlen würde. Sie schrieb im Jahr 2020:

„Doch die Hongkonger haben sich als mutig erwiesen; wir tun trotz der lähmenden Angst das, was richtig ist. Wir ergreifen jede sich bietende Gelegenheit, um weiterzukämpfen. Wir sind anpassungsfähig und kreativ. Und ich hoffe inständig, die Welt schaut weiter hin.“

Sie war als Kolumnistin für Apple Daily und die Welt am Sonntag tätig. Kwong ist Gründerin der Nichtregierungsorganisation Keyboard Frontline, die sich für Privatsphäre im Internet einsetzt.